# Celeste (computerspel)
Celeste is een computerspel ontwikkeld en uitgegeven door Extremely OK Games voor diverse platforms. Het platformspel is wereldwijd uitgekomen op 25 januari 2018.

## Beschrijving
Celeste is gepubliceerd voor Windows, Switch, PlayStation 4, Xbox One, macOS en Linux. In juli 2020 kwam het ook beschikbaar op Google Stadia.
Het platformspel is ontwikkeld door de Canadese computerspelontwikkelaars Maddy Thorson en Noel Berry, met grafische ontwerpen van de Braziliaanse studio MiniBoss. Het computerspel was oorspronkelijk gecreëerd als een prototype in een periode van vier dagen gedurende een game jam, dat werd doorontwikkeld tot een volledig spel.

## Gameplay
In het spel bestuurt de speler een meisje genaamd Madeline, die een berg beklimt. Op haar pad naar boven moet ze verscheidene dodelijke obstakels en gaten ontwijken. Naast springen en muren voor een korte tijd opklimmen, kan Madeline in de lucht een dash (snelle beweging) doen in een van de acht richtingen van de windstreken. Deze beweging kan slechts een keer uitgevoerd worden (hoewel de speler later een tweede dash zal ontgrendelen), en moet daarna opnieuw opgeladen worden door op de grond te landen, van scherm te veranderen, of bepaalde kristallen te raken. Het combineren van dashes en bewegingen kan de speler een hogere snelheid geven of toegang geven tot bepaalde gebieden.
Celeste beschikt over een zogenaamde 'Assist Mode', waar de speler bepaalde eigenschappen van het spel kan veranderen. Zo kan de speler zich oneindige dashes of onsterfelijkheid geven, of de snelheid van het spel verlagen.

## Verhaal
Een jonge vrouw genaamd Madeline begint vol dromen de beklimming van Celeste Mountain, ook na waarschuwingen van een oude vrouw, genaamd Granny (Celia in het laatste hoofdstuk), die aan de voet van de berg leeft. Madeline doorsteekt een verlaten stad, waar ze een andere reiziger, Theo, ontmoet. Madeline slaat kamp op voor de nacht en heeft dan een droom waarin een donkere reflectie van zichzelf, genaamd Badeline, uit een spiegel breekt, en probeert Madeline's klim te stoppen. Madeline kan echter aan haar ontsnappen en wordt wakker uit de droom.
Madeline komt dan aan bij een oud hotel, waar de spookachtige portier, meneer Oshiro, Madeline probeert te overtuigen om te blijven, hoewel het hotel in slechte staat is. Schoorvoetend maakt ze een deel van het resort schoon voor hem, maar hij blijft aandringen dat ze voor de nacht moet blijven. Dit zorgt ervoor dat Badeline opnieuw voorkomt, die een ontsnappingspad voor Madeline creëert, maar tegelijk meneer Oshiro beledigt, wat hem woedend maakt. Hij achtervolgt Madeline, die haar tocht voortzet na aan hem te ontsnappen.
Na door de Golden Ridge gepasseerd te zijn, ontmoet Madeline Theo opnieuw aan een gondel. Badeline verschijnt opnieuw en stopt de lift, wat Madeline een paniekaanval geeft. Theo kalmeert haar, en de gondel beweegt opnieuw, en komt aan bij een oude tempel. Ze worden opnieuw gescheiden en Theo wordt vastgezet in een spiegel. Later wordt Theo in een magisch kristal opgesloten en vallen monsters, gevormd uit Madeline en Theo's onzekerheden, hen aan. Madeline vindt Theo dan, bevrijdt hem uit het kristal en draagt hem de tempel uit.
Hierna slaan Madeline en Theo kamp op. Madeline vertelt Theo over de reflectie en vertelt hem over haar problemen met haar mentale gezondheid voor ze rusten. Tijdens de nacht zoekt ze Badeline en vertelt ze dat ze wenst dat Badeline verdwijnt. Dit maakt Badeline boos, en ze zorgt ervoor dat Madeline naar de voet van de berg terugvalt. Opgesloten in een grot aan de voet van de berg, ontmoet Madeline de oude vrouw opnieuw, die suggereert dat Badeline misschien bang zou kunnen zijn en zegt dat Madeline zou moeten proberen praten met haar in plaats van haar achter te laten.
Madeline zoekt Badeline opnieuw, en biedt haar excuses aan voor het feit dat ze ze probeert weg te duwen. Ze stelt voor om de berg samen verder te beklimmen. Badeline haalt eerst uit naar Madeline, maar houdt op en vergeet haar. Badeline en Madeline versmelten, en ze beklimmen de berg opnieuw, deze keer de top halend.
In de epiloog is Madeline haar succes aan het vieren met haar vrienden door aardbeientaart te eten. In twee hoofdstukken na het einde, verkent Madeline de kern van Celeste Mountain een jaar na het hoofdverhaal in het hoofdstuk "Core", en gaat ze om met het feit dat ze de begrafenis van Granny, Celia, gemist heeft in het hoofdstuk "Farewell".

## Ontvangst
| Recensiescore       | Recensiescore                              |
| Recensieverzamelaar | Score                                      |
| ------------------- | ------------------------------------------ |
| Metacritic          | 94% (XOne) 92% (Switch) 91% (PS4) 88% (PC) |
| Publicist           | Score                                      |
| Destructoid         | 10                                         |
| Game Informer       | 9                                          |
| GameSpot            | 9                                          |
| IGN                 | 10                                         |

Celeste ontving zeer positieve recensies. Men prees de gameplay, het verhaal en de muziek.